# Рапти Зупци
Рапти Зупци су пусто насеље у граду Требиње, Република Српска, БиХ.

## Становништво
Према попису становништва из 1991. године, мјесто је било пусто.
| Демографија | Демографија | Демографија |
| Година      | Становника  | Становника  |
| ----------- | ----------- | ----------- |
| 1991.       | 0           |             |